# Linia kolejowa nr 304 (KPK-LK)/219 (Infra Silesia)
Linia kolejowa nr 304 – nieczynna przemysłowa, jednotorowa linia kolejowa zarządzana przez spółki: Kopalnia Piasku Kotlarnia - Linie Kolejowe na odcinku Kotlarnia - Krywałd SzkD oraz JSK (nr linii 28) na odcinku Krywałd SzkD - KWK Szczygłowice. Linia służyła głównie obsłudze szybów podsadzkowych w Krywałdzie oraz Szczygłowicach, obecnie służy wywozowi odpadów górniczych na zwałowisko Jagielnia.
Linia zaczyna się na stacji Kotlarnia u zbiegu 3 linii kolejowych spółki KP Kotlarnia linie kolejowe a kończy się na stacji zakładowej KWK Szczygłowice.

## Stacje i posterunki ruchu
- Kotlarnia km 0,514
- Leboszowice km 12,967 (bocznice szlakowe i stacyjne na zwałowisko Smolnica)
- Nieborowice km 18,080 (Linia kolejowa nr 305 (KPK-LK), Linia kolejowa nr 306 (KWK Sośnica)
- Krywałd SzkD km 19,957/4.302
- KWK Szczygłowice km 0,542 (okręg SzkB)

## Bocznice i odgałęzienia
- Zwałowisko Smolnica (stacja Leboszowice) km 12,967
- Szyb Bojków (na linii 306) km 18,080
- Szyby Krywałd I i II km 19,957
- Zwałowisko Jagielnia km 4,070